# Jugendsinfonieorchester Marzahn-Hellersdorf
Das Jugendsinfonieorchester Marzahn-Hellersdorf, kurz JSO Marzahn-Hellersdorf, wurde 2005 gegründet. Es ist an die Hans-Werner-Henze Musikschule Marzahn-Hellersdorf angegliedert. Sein Dirigent ist derzeit Jobst Liebrecht.

## Geschichte
Das JSO wurde 2005 auf eigene Initiative von Schülern der Musikschule im Berliner Bezirk Marzahn-Hellersdorf gegründet. Zu dem Orchester gehören jedoch mittlerweile z. B. auch ehemalige Musikschüler und Studenten. Seit 2007 besteht eine Kooperation mit dem Rundfunksinfonieorchester Berlin (RSB).
Aufführungen des Orchesters fanden unter anderem in der Berliner Philharmonie, im Konzerthaus, im Berliner Dom und in der Französischen Friedrichstadtkirche statt. Im Juli 2012 fuhr das Jugendsinfonieorchester Marzahn-Hellersdorf auf Einladung der Salzburger Dommusik für eine Konzertreise nach Salzburg. Im Sommer 2013 spielte es beim Jugendsinfonieorchesterfestival Schwerin.
Das Jugendsinfonieorchester widmet sich insbesondere auch der Neuen Musik. Es spielte als Auftragswerke z. B. Uraufführungen von Juliane Klein, Moritz Eggert, Detlev Glanert, Jan Müller-Wieland, Helmut Oehring, Alexander Strauch, Bernd Redmann und Benjamin Schweitzer.

## Dirigenten
- Jobst Liebrecht[1] (seit 2005)

## Diskographie
- Plöner Musiktag: Paul Hindemith,[2] Morgenmusik; Tafelmusik; Kantate; Abendkonzert / Dietrich Henschel, Rundfunkkinderchor Berlin, Berliner Kinder- und Jugendchöre, Mitglieder des RSO Berlin, Jugendsinfonieorchester Marzahn-Hellersdorf.